# Blumenhagen (Schwedt/Oder)
Blumenhagen  ist ein Ortsteil der Stadt Schwedt/Oder im Landkreis Uckermark in Brandenburg. 
Am 6. Dezember 1993 wurde die vormals selbständige Gemeinde Blumenhagen in die Stadt Schwedt/Oder eingegliedert, deren Zentrum etwa fünf Kilometer entfernt liegt.
Der Ort liegt links der unteren Welse, die hier in das breite Odertal eintritt, das Hauptbestandteil des Nationalparkes Unteres Odertal ist. Nordwestlich des Ortes erheben sich die bis zu 58 m ü. NHN erreichenden Müllerberge, eine Endmoräne der letzten Eiszeit. Auf der sich in den Müllerbergen befindlichen Motocross-Strecke fanden 2009 erstmals Läufe der MX3-Weltmeisterschaft sowie der MX2-Europameisterschaft statt.
Blumenhagen tauchte erstmals 1265 als Blomenhagen in einer Urkunde auf, in der die Zugehörigkeit zur Vogtei Vierraden bestätigt wurde. Durch seine Lage nahe der Mündung der Welse in die Oder und an der brandenburgisch-pommerschen Grenze war Blumenhagen oft Schauplatz von kriegerischen Auseinandersetzungen.
Der Tabakanbau hat in Blumenhagen und Umgebung eine lange Tradition, die auf die eingewanderten Hugenotten zurückzuführen ist. Sie siedelten sich nach dem Potsdamer Edikt auch im während des Dreißigjährigen Krieges völlig zerstörten Blumenhagen an. Die Ostuckermark ist eines der größten deutschen Tabakanbaugebiete, davon zeugen viele typische Tabakscheunen und das nahegelegene Vierradener Tabakmuseum.
Blumenhagen liegt nahe der Bundesstraße 2 zwischen Schwedt und Gartz (seit 2005 Umgehungsstraße).
Seit 1990 besteht eine Gemeindepartnerschaft mit Blumenhagen/Landkreis Peine.

## Belege
1. ↑  Stadt Schwedt/Oder - Pressestelle: Ortsteil Blumenhagen | Stadt Schwedt/Oder. 19. Dezember 2022, abgerufen am 30. Dezember 2022.
2. ↑  Gemeinden 1994 und ihre Veränderungen seit 01.01.1948 in den neuen Ländern, Verlag Metzler-Poeschel, Stuttgart, 1995, ISBN 3-8246-0321-7, Herausgeber: Statistisches Bundesamt
3. ↑  MOZ-Artikel zur Motocross-WM in Blumenhagen vom 29. Juli 2009 (Memento des Originals vom 5. Oktober 2015 im Internet Archive)  Info: Der Archivlink wurde automatisch eingesetzt und noch nicht geprüft. Bitte prüfe Original- und Archivlink gemäß Anleitung und entferne dann diesen Hinweis.
4. ↑  Tabakmuseum Vierraden auf museen-brandenburg.de, abgerufen am 3. Juli 2023.
5. ↑  Partnerschaft mit der gleichnamigen Gemeinde in Schwedt/Oder auf blumenhagen.info, abgerufen am 3. Juli 2023.